# Каранси
Каранси (фр. Carency) насеље је и општина у североисточној Француској у региону Север-Па д Кале, у департману Па де Кале која припада префектури Арас.
По подацима из 2011. године у општини је живело 705 становника, а густина насељености је износила 81,98 становника/km². Општина се простире на површини од 8,6 km². Налази се на средњој надморској висини од 111 метар (максималној 152 m, а минималној 79 m).

## Демографија
| 1962. | 1968. | 1975. | 1982. | 1990. | 1999. | 2011. |
| ----- | ----- | ----- | ----- | ----- | ----- | ----- |
| 491   | 507   | 525   | 552   | 711   | 673   | 705   |

График промене броја становника у току последњих година